# Gafarró de carpó blanc
El gafarró de carpó blanc (Crithagra leucopygia) és un ocell de la família dels fringíl·lids (Fringillidae).

## Hàbitat i distribució
Viu a les sabanes del Senegal, Gàmbia, sud de Mauritània, sud de Mali, Burkina Faso, sud de Níger, Ghana, nord de Nigèria, sud de Txad, nord del Camerun, nord de la República Centreafricana i centre i sud del Sudan, Sudan del Sud fins al nord-oest d'Etiòpia, Eritrea, nord de la República del Congo i nord-oest d'Uganda.